# SENGOKU
『SENGOKU』（センゴク）は、山科けいすけによる4コマ漫画作品。『まんがくらぶ』（竹書房）に1991年から1993年に連載された。単行本は全3巻。連載期間中の1992年には、ファミリーソフトよりPC-9801向けにゲーム化もなされた。
のちの2002年に竹書房より上下巻の新装版、2010年に新潮文庫から同じく上下巻にて文庫版が再刊された。
織田信長をはじめとした戦国時代の英雄豪傑をナンセンスギャグで描いた。同趣向の先行作品がなかったわけではないが、すべての登場人物がひとかけらのシリアスさもない奇人変人痴人か、そのツッコミ役として描かれており、その徹底ぶりにおいて一種の新分野をうちたてた。

## 登場人物
織田信長
銃器フェチ、酒色に溺れ、傲岸粗暴をきわめる独裁者だが、完全な外弁慶。妻・濃の家庭内暴力には頭があがらず、妹・市にも昔は苛められていた。
羽柴秀吉
信長の折檻にウケを取ることに長けた猿顔の家臣。言葉も猿がかった（ウッキー、ウキャ、〜でおさる、など）うつけ者だが、意外な戦上手には秘密があった。
明智光秀
知性派の家臣。唯一まともに思考するキャラクターだが、真面目すぎて主君のウケは悪い。その他、柴田勝家、森蘭丸、山県昌景、服部半蔵、細川藤孝、下間頼龍と思われる人物、上杉家家臣団、北条氏政、浅井長政ら、ツッコミ役を受け持つことの多いキャラクターは、比較的まともに読者視点に近い思考をする。
足利義昭
信長打倒に燃える将軍。虚弱で人望もないが、智謀だけは一流と自分では信じている。
顕如
信長と敵対する浄土真宗の宗主。「わしとこは使い捨ての兵隊ぎょーさんおるさかい、何ぼ死んでもかめへん」と言い放ち「こやつホントにボーズか」と義昭を仰天させる。
松永久秀
信長の重臣。大仏焼き討ちや将軍殺しの前科を持つ謀反マニアだが、建築や茶道への造詣が深く「ボクはホントは文化を愛するやさしい人なの」と自称。節操のなさは驚異的で、参加しかけた謀反の謀議に敗報が届いた瞬間に回れ右したこともある。普段は卑屈なまでに温和だが、部下には凶暴な顔を見せることもある。
武田信玄
甲斐の戦国大名。オカマ（両刀使い）でデブで影武者コレクターだが戦は強い。「アタシなんか男でも女でもどんとこいだわよ」。謙信（謙ちゃんと呼ぶ）に、敵ながら愛情とも友情ともつかぬ思いを抱いている。
上杉謙信
越後の戦国大名。信玄のライバルで、ときどき一人で暴れこんできては帰っていく（さしもの武田軍団も一歩も止められない）。戦以外については幼児程度の知能しかなく、言葉も片言しか喋れないが、戦闘能力は超人的。つられてか配下の軍団も精強である。作戦は「つっこむ、切る」だけ。信玄を宿命のライバルとして認識はしており、その死にも衝撃は受けるが、次の瞬間には「かわりのライバル、ちょうだい」と老臣にねだる。
浅井長政
近江の戦国大名。心ならずも信長と敵対する。大名級では珍しくまともな思考の持ち主だが、巨顔を気にしている。父、久政も多少老けているがほとんど同じ顔。
お市の方
　長政の妻で信長の妹。自分の才能と美貌に絶対の自信を持つ。子供時分に自分から苛められていたのに家督を継いだ信長に殺意を抱き、ことあるごとに長政を焚きつける。
朝倉義景
越前の戦国大名。長政の盟友。作戦能力は天才的だが、むらっけが極度に強く、雨が降っただけで勝機を放り出して撤退したりする。この「天才肌の超気まぐれ男」という義景像はおそらく本作のオリジナルで、多くの歴史小説がうまく説明しきれていない、史実での彼の奇妙な動きをあっさり納得させてしまう。
上泉信綱
諸国を行脚する初老の剣豪。端然とした外見の下に好色と悪戯心を秘める。剣の腕は神業で、新陰流の開祖となった。
塚原卜伝
信綱と並び称せられる老剣豪。突如日本一の剣豪の座を確定させたいと思い立ち、信綱をつけ狙う。八十歳代で剣の腕は衰えていないが、惚けかけている。
千宗易
堺の商人で信長の茶頭。茶の道をきわめることに日々心を砕くが功名心が強く、茶の道を全く理解できない秀吉を苛め抜いている。
徳川家康
三河の戦国大名。信長の盟友。極端に無口な小男で、物に動じない大物感も漂わせているが、実は見かけ倒し。死闘から戻った服部半蔵に平気でハナをかませたりする。
服部半蔵
徳川忍者部隊の頭領。性格は別として思考は比較的まともである。逃げることにかけては日本一だが、勝頼に捕まって犯されたことがある。武田滅亡の際、勝頼瀕死の場に乗り込んで復讐を果たそうとするが、再び捕まって今生の思い出代わりに壮絶なSMレイプを受ける。それでも生き延びた。
飛び加藤
フリーの忍者。とぼけた言動のデブだが、変身能力や幻術を駆使する超一流の術者。いろんな大名のもとを転々とし、一時は信長の暗殺を謀ったりしたあと、ラストでは意外なところに姿を見せる。
果心居士
ボサボサの白髪白髭と色黒の肌が特徴の妖術士。松永久秀の依頼で信長の暗殺にやって来るが、飛び加藤のくれた茹で玉子一個で手を打って立ち去る。
北条氏康
相模の戦国大名。関東地方に広大な領土を持ち、これを増やすことだけに異常な執念を燃やす。ひょんなことから頓死し、北条家は無能な長男（ただし、思考は比較的まとも）の氏政に継がれる。
毛利輝元
安芸の戦国大名。中国地方全土を支配する毛利家の若き当主だが、二人の叔父、小早川隆景、吉川元春がつきっきりで後見している。輝元はおっとりしたボンボンだが、叔父二人は広島ヤクザ風である。